# Masacre de Chenogne
La masacre de Chenogne fue un crimen de guerra cometido por los miembros de la  11.ª División Blindada, una unidad de combate estadounidense, cerca de la localidad belga de Chenogne el 1 de enero de 1945, durante el transcurso de la Batalla de las Ardenas.
Según relatos de testigos presenciales, se estima que 80 prisioneros de guerra alemanes fueron masacrados por sus captores estadounidenses. Los prisioneros fueron reunidos en un campo y fusilados con ametralladoras cerca de la aldea de Chenogne, próxima a la ciudad de Bastoña, en la provincia belga de Luxemburgo. Fue uno de varios crímenes de guerra cometidos durante la Batalla de las Ardenas por miembros de las fuerzas Aliadas y del eje.
Los hechos fueron encubiertos en su momento y ninguno de los perpetradores fue castigado. Los historiadores de la posguerra creen que los asesinatos se llevaron a cabo siguiendo órdenes verbales de altos comandantes de que "no se debían tomar prisioneros".

## Antecedentes
El 17 de diciembre de 1944, durante la Batalla de las Ardenas, soldados de las Waffen-SS mataron a 84 prisioneros americanos en el cruce de Baugnez cerca de la ciudad de Malmedy. Cuando la noticia de los asesinatos se difundió entre las fuerzas estadounidenses, despertó gran ira entre las tropas de primera línea. Una unidad estadounidense emitió órdenes de que "ningún soldado o paracaidista de las SS sería hecho prisionero, sino fusilado en cuanto se le viera". Sin embargo, es poco probable que los propios soldados del 11.º Cuerpo Blindado conocieran Malmedy cuando llevaron a cabo los asesinatos.
En Chenogne, los prisioneros de guerra muertos eran miembros de la Führerbegleitbrigade y de la 3ª Panzergrenadier Division.

## Testigo ocular
El Sgt John W. Fague de la Compañía B, 21.º Batallón de Infantería Blindada (de la 11.ª División Blindada ), en acción cerca de Chenogne, describe la matanza de prisioneros alemanes a manos de las tropas estadounidenses:

Algunos de los chicos tenían algunos prisioneros en fila. Sabía que iban a dispararles, y odiaba este asunto... Hicieron marchar a los prisioneros colina arriba para asesinarlos junto con el resto de los prisioneros que habíamos capturado esa mañana... Mientras subíamos la colina fuera de la ciudad, sé que algunos de nuestros muchachos estaban alineando a los prisioneros alemanes en los campos a ambos lados de la carretera. Debía haber entre 25 y 30 chicos alemanes en cada grupo. Se estaban colocando ametralladoras. Estos muchachos iban a ser ametrallados y asesinados. Estábamos cometiendo los mismos crímenes de los que ahora acusábamos a los japoneses y a los alemanes... Volviendo por el camino hacia la ciudad, miré los campos donde habían disparado a los muchachos alemanes. Formas oscuras y sin vida yacían en la nieve. 

Fague también señaló que no tenía conocimiento de la masacre de Malmedy en ese momento.

## Encubrimiento

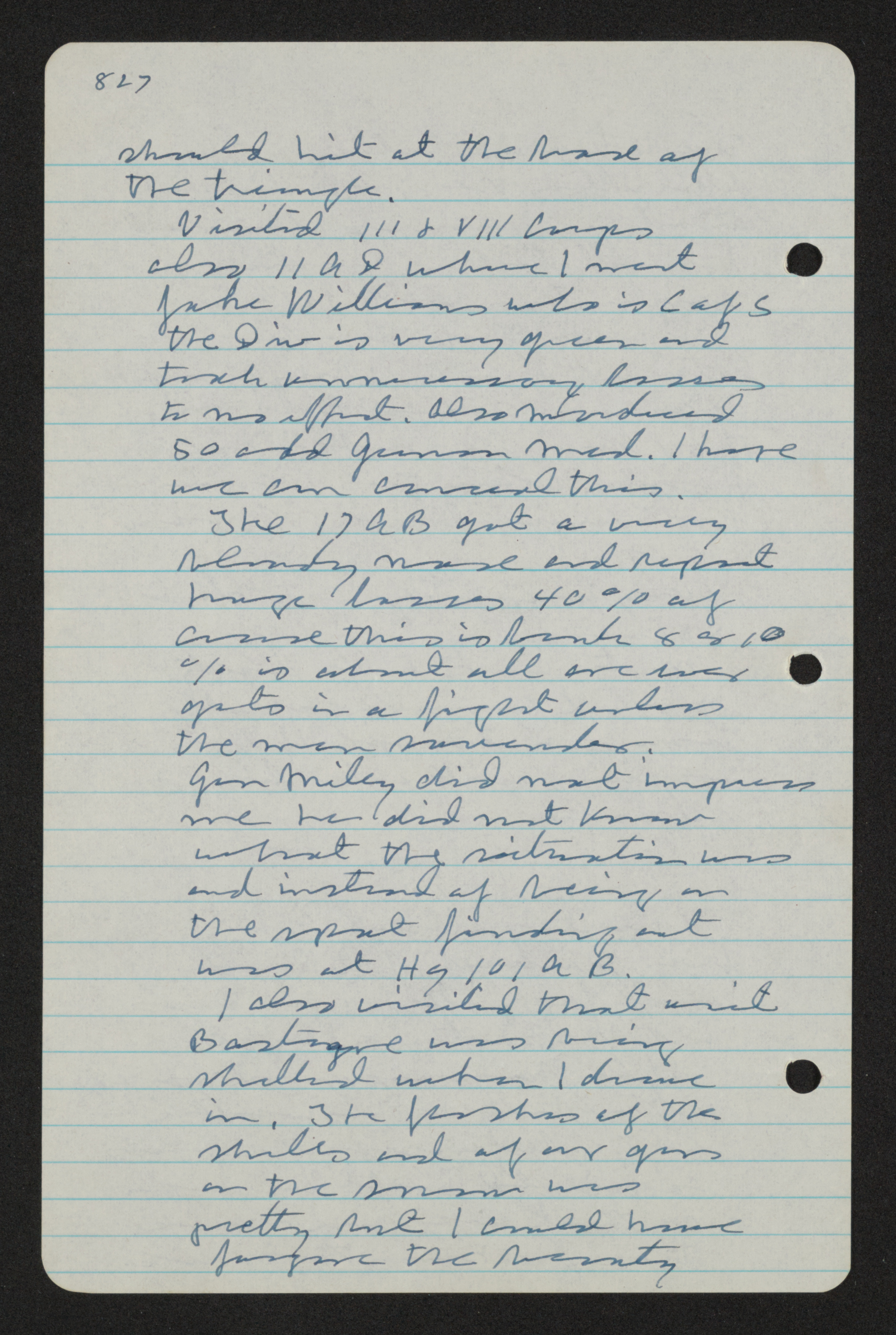
"Entrada del diario de guerra de George S. Patton del 4 de enero de 1945. Con respecto a la masacre de Chenogne el 1 de enero de 1945, Patton señaló: "También asesinó a 50 médicos alemanes [sic]. Espero que podamos ocultar esto".

La historia oficial de posguerra publicada por el gobierno de los Estados Unidos afirma que si bien "es probable que los alemanes que intentaron rendirse en los días inmediatamente posteriores al 17 corrieran un mayor riesgo" de ser asesinados que a principios de año, "no hay pruebas de que las tropas estadounidenses se aprovecharon de órdenes, implícitas o explícitas, para matar a sus prisioneros de las SS."  Sin embargo, según George Henry Bennett, "La advertencia es un poco falsa", y señala que es probable que se ejecutaran las órdenes dadas por el 328.º Regimiento de Infantería de EE. UU. de disparar a los prisioneros, y que probablemente se dieron a otros regimientos de EE. UU. órdenes similares.,  Pero el asesinato de prisioneros de las SS se había convertido en una rutina en ese momento para algunas unidades. La 90.ª División de Infantería en el Sarre "ejecutó a prisioneros de las Waffen-SS de una manera tan sistemática a finales de diciembre de 1944 que el cuartel general tuvo que emitir órdenes expresas de capturar vivos a los soldados de las Waffen-SS para poder obtener información de ellos". 
En julio de 2018, la radio KQED-FM transmitió un episodio de la serie Reveal llamado "Take No Prisoners: Inside a WWII American War Crime", en el que Chris Harland-Dunaway investigó la masacre de Chenogne. Según sus fuentes, los soldados estadounidenses dispararon a unos 80 soldados alemanes después de que se rindieron (aproximadamente uno por cada estadounidense muerto en la masacre de Malmedy).  Harland-Dunaway se refiere al diario del general George S. Patton en el que este último confirma que los estadounidenses "... también asesinaron a 50 médicos alemanes [sic]. Espero que podamos ocultar esto". 
Según un archivo desclasificado al que tuvo acceso Harland-Dunaway, un soldado llamado Max Cohen describió haber visto aproximadamente a 70 prisioneros alemanes ametrallados por la 11.ª División Blindada en Chenogne. El Comandante Supremo de la Fuerza Expedicionaria Aliada , el general Dwight D. Eisenhower exigió una investigación completa, pero el 11.º Cuerpo Blindado no cooperó y dijo que "es demasiado tarde; la guerra ha terminado, las unidades se han disuelto". Eisenhower nunca obtuvo una investigación sobre esos asesinatos en Chenogne. El abogado estadounidense Ben Ferencz , que trabajó como fiscal en el Tribunal de Núremberg, dijo después de conocer el informe desclasificado que "por supuesto, me huele a encubrimiento". 